# KAI 우주센터
KAI 우주센터는 경상남도 사천에 위치한 KAI의 우주센터이다.

## 역사
2015년. 차세대 중형위성 개발사업 우선협상대상자로 KAI가 선정되었다.
2019년 3월 4일, 사천읍 용당리에서 우주센터 착공식을 개최했다. KAI는 2019년 8월까지 총면적 2만 9113㎡ 규모의 터를 조성하고, 2020년 6월까지 전체면적 1만 7580㎡의 우주센터를 건립한다. 우주센터는 550명 규모 연구개발(R&D) 사무동과 실용급 위성 6기를 동시 조립할 수 있는 조립장, 최첨단 위성시험장 등을 갖추게 된다.
차세대중형위성의 조립공장과 시험동을 건립하는 사업이다.

## 나로우주센터
1999년 나로우주센터 부지 선정을 하였다. 과기부는 30만평의 나로우주센터 부지를 선정하기 위해 지자체의 신청을 받았는데, 13개 지역에서 신청서를 내었다.
- 전라남도: 여수 2곳, 고흥 2곳, 완도, 모두 5군데
- 경상남도: 남해, 진해, 고성, 거제, 사천, 울산, 모두 6군데
- 경상북도: 포항
- 강원특별자치도: 원주

사천은 당시 우주센터 부지에서 탈락했지만, 이번에 5300평 면적의 KAI 우주센터를 건설하게 되었다. 30만평의 나로우주센터 보다는 매우 작은 규모다.